# Je te rends ton amour
Singles de Mylène Farmer
L'Âme-Stram-Gram
(1999) Souviens-toi du jour...
(1999)
Je te rends ton amour est une chanson de Mylène Farmer, sortie en single le 8 juin 1999 en tant que deuxième extrait de l’album Innamoramento.
Sur une musique de Laurent Boutonnat mêlant sons électroniques, piano et guitares électriques, la chanteuse écrit un texte relatant une rupture.
Se mettant dans la peau d'une toile de maître, elle utilise le champ lexical de la peinture et fait référence à Egon Schiele, un de ses peintres préférés.
Le clip, réalisé par François Hanss et tourné à l'Abbaye Notre-Dame du Val à Mériel, crée la polémique et se fait censurer à cause de scènes jugées choquantes. 
Mylène Farmer sort alors la version intégrale en vidéo et reverse tous les bénéfices au Sidaction (plus de 70 000 vidéos vendues en quelques jours).
La chanson connaît le succès, atteignant la 10e place du Top 50, et permet à l'album Innamoramento de se maintenir dans les meilleures ventes durant l'été 1999.
Le titre est remixé par David Lynch pour l'album de la chanteuse Remix XL paru en 2024. 

## Contexte et écriture

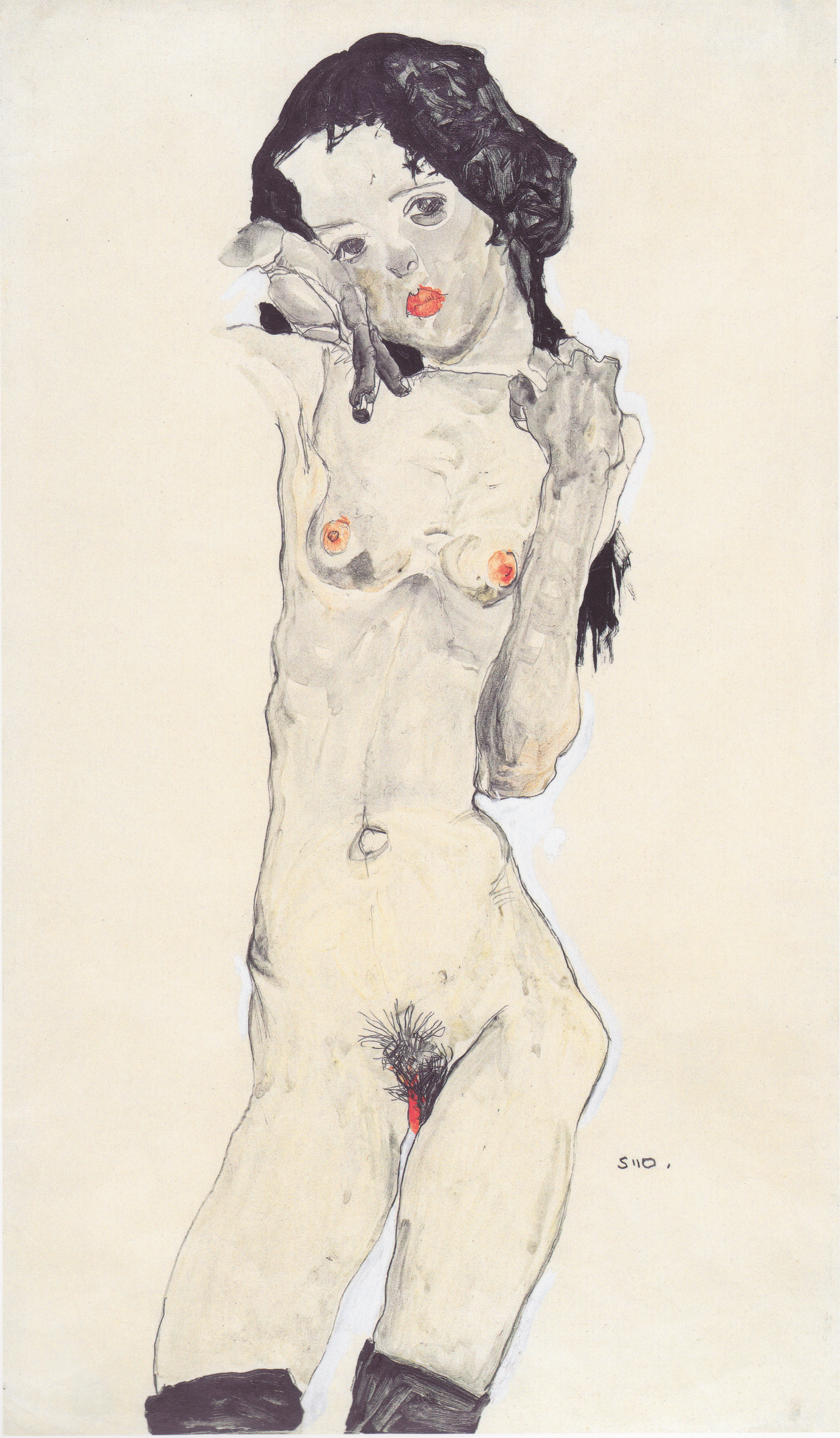
Peinture d'Egon Schiele.

Lors d'une interview pour la sortie de l'album Innamoramento en avril 1999, Mylène Farmer déclare que Je te rends ton amour est sa chanson préférée de toute sa carrière.
Sur une musique de Laurent Boutonnat mêlant sons électroniques, piano et guitares électriques, la chanteuse écrit un texte relatant une rupture, dans lequel elle évoque son besoin d'échapper à une condition qui ne lui convient plus.
Se mettant dans la peau d'une toile de maître, elle utilise le champ lexical de la peinture (« M'extraire du cadre », « Toile, fibre qui suinte des meurtrissures », « Un nu de maître », « Ses couleurs se sont diluées »...).
Elle fait également référence à Paul Gauguin et surtout à Egon Schiele (un de ses peintres préférés), citant même son œuvre La femme nue debout.
Alors que le texte fait l'objet de plusieurs tentatives d'interprétation différentes, la chanteuse déclare : « Je sais ce que signifie la chanson, très précisément. Mais ce n'est pas à moi d'imposer une interprétation. Cela peut être une histoire d'amour ou l'histoire d'un détournement de Dieu. »
Après L'Âme-Stram-Gram, un titre aux sonorités légèrement techno, Mylène Farmer décide de sortir la ballade Je te rends ton amour en tant que deuxième extrait de l'album Innamoramento.

## Sortie et accueil critique
Le single sort le 8 juin 1999, avec une photo de Marino Parisotto Vay présentant Mylène Farmer crucifiée, et une  typographie semblable à la signature d'Egon Schiele.

Sur le CD Single et le Maxi CD, figure un titre inédit, Effets secondaires.

### Critiques
- « Une savoureuse ballade électronique sur laquelle la voix de Mylène se fait une nouvelle fois envoûtante. » (Tribu Move)[5]
- « Dans Je te rends ton amour, Mylène Farmer dévoile une plume habile et originale. » (Ouest-France)[6]
- « Ce titre évoque une déchirure amoureuse sur une splendide métaphore picturale. » (Le Petit Bleu d'Agen)[7]
- « Un texte des plus travaillés et une mélodie aussi lancinante qu'envoûtante. »[8]

## Vidéo-clip

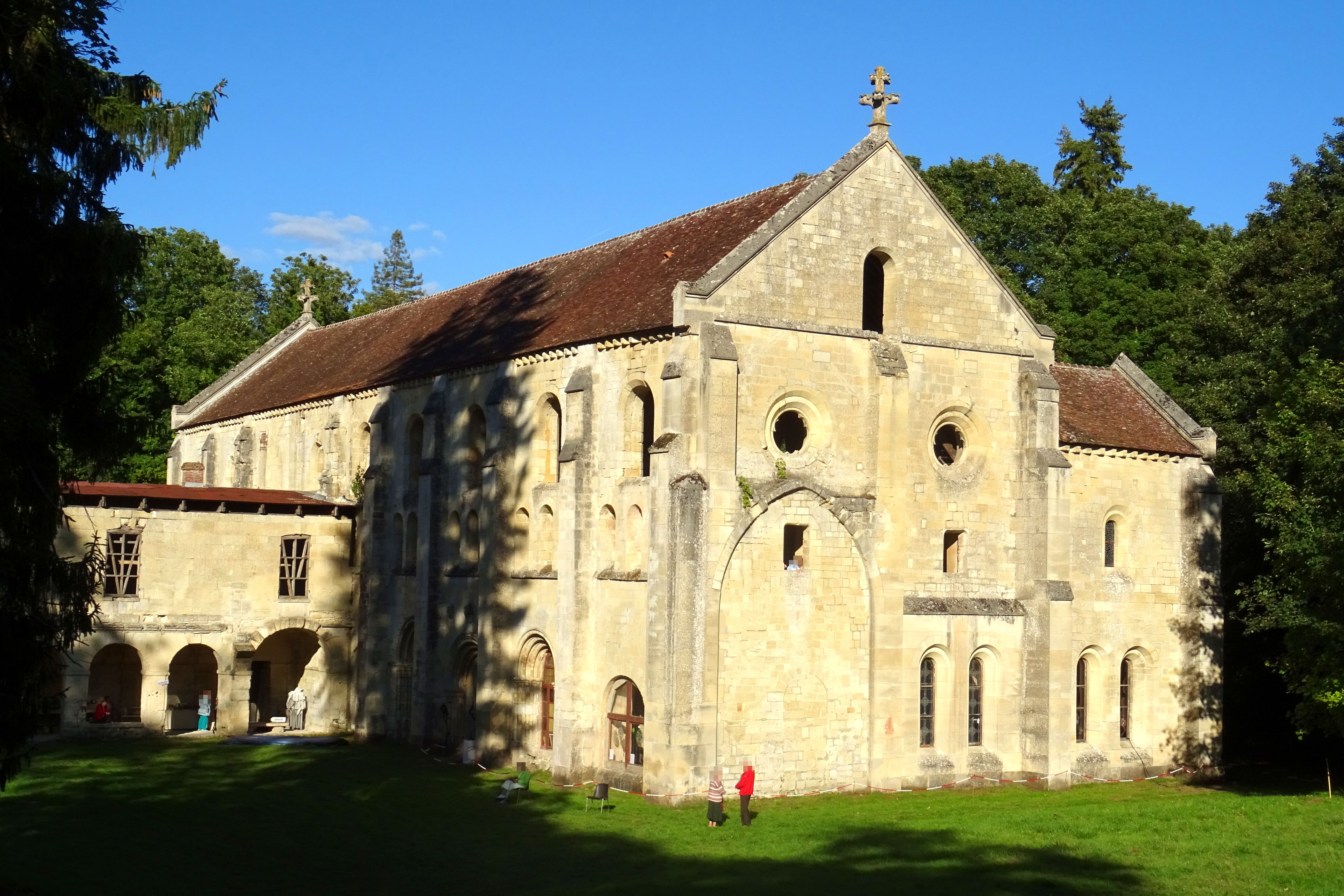
Abbaye Notre-Dame du Val.

Le clip est réalisé par François Hanss, qui était l'assistant-réalisateur de Laurent Boutonnat sur plusieurs clips et concerts de Mylène Farmer depuis une dizaine d'années. C'est la première fois qu'il réalise un clip pour la chanteuse.
Tourné en cinémaScope à l'Abbaye Notre-Dame du Val, à Mériel, durant le mois de mai 1999, le clip est basé sur un scénario écrit par Mylène Farmer.

Les deux robes que porte la chanteuse sont signées par le couturier Olivier Theyskens.
Un des plans rappelle le tableau Le Christ sur la croix de Vélasquez.
L'inscription « Demonas Perpetuum » qui apparaît dans le clip, est issue de Clavicula Salomonis, un ouvrage de magie considéré comme satanique.

### Synopsis

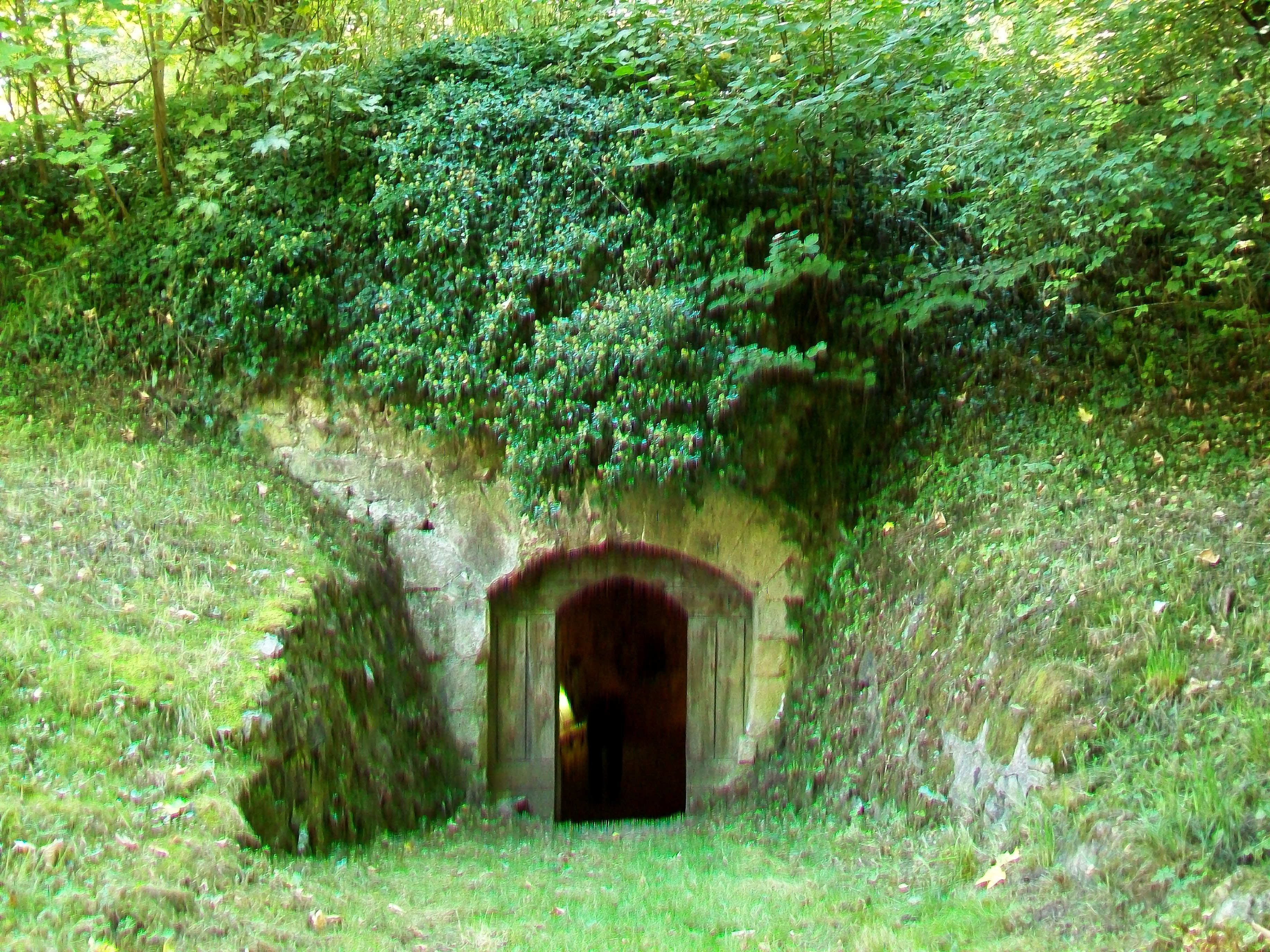
La grotte du début du clip.

Revêtue d'une robe pourpre, une jeune femme aveugle sort d'une grotte, le bras tendu pour se guider.
Elle déambule dans une forêt au milieu de gargouilles inquiétantes, avant d'entrer dans une Abbaye.

Une ombre, présente au milieu des gargouilles, la rejoint et prend une forme humaine.
Les bougies se mettent alors à s'éteindre d'elles-mêmes, les chaises se renversent en arrière, tandis que le bénitier se met à fumer.

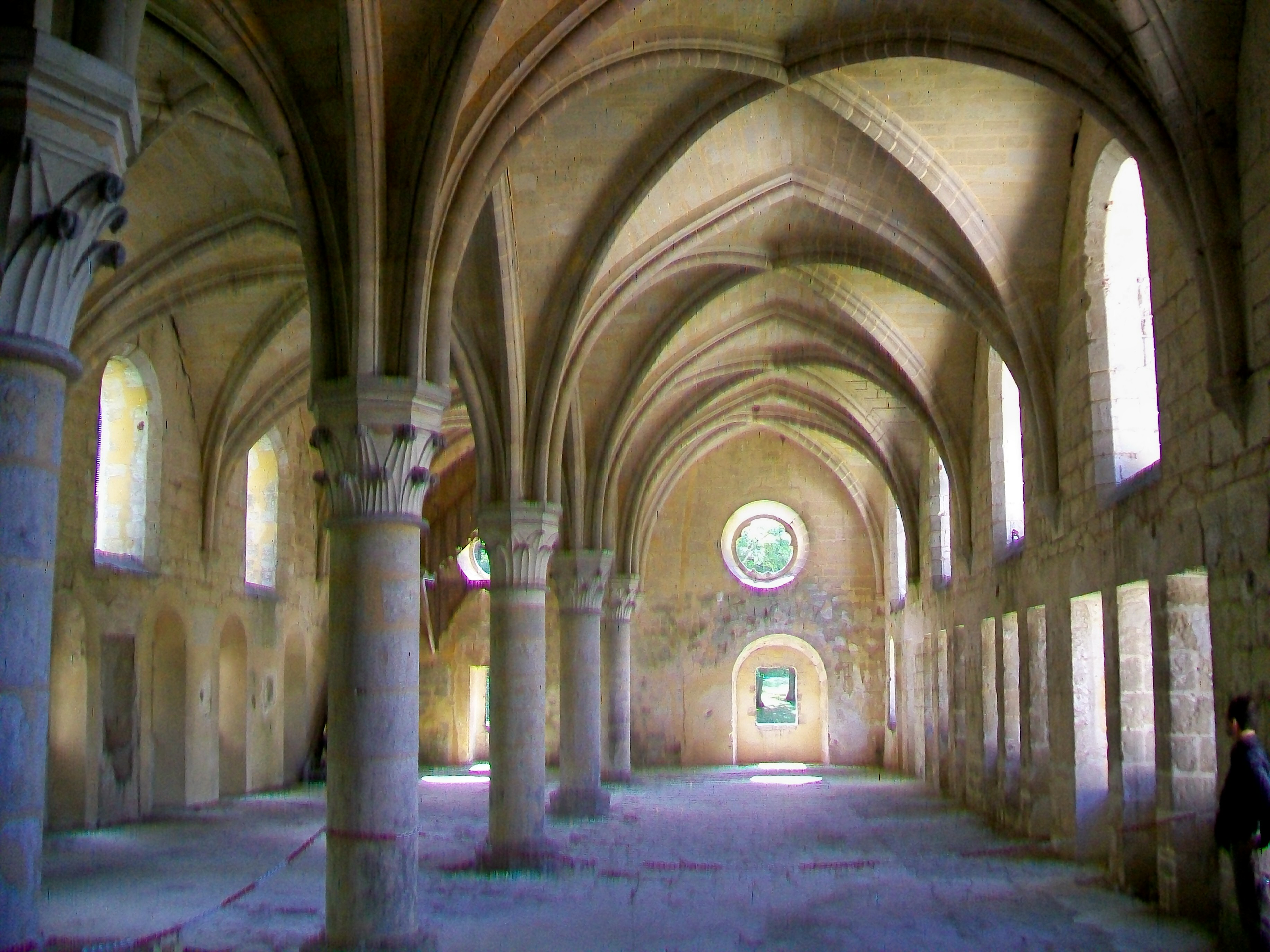
Le dortoir des moines, de l'Abbaye Notre-Dame du Val.

La jeune aveugle entre dans le confessionnal et commence à lire la Bible en braille, après avoir ôté son alliance.
De l'autre côté du confessionnal, s'installe non pas un prêtre mais le Diable lui-même.
Des stigmates apparaissent alors sur les poignets de la jeune femme, qui tente sans succès de s'échapper.
Alors que les statues religieuses se mettent à basculer et se briser, une mare de sang commence à s'échapper du confessionnal.
Le Diable prend possession du corps de la jeune innocente, tandis que des dalles laissent apparaître les mots « Demonas Perpetum ».

Après avoir été crucifié, le corps nu de la jeune femme baigne littéralement dans la mare de sang.
Le Diable ressort de l'Abbaye avec l'apparence de Mylène Farmer.

### Sortie et accueil
Le clip crée la polémique à sa sortie en juin 1999, l'ensemble des chaînes décidant de censurer sa version intégrale, à cause de scènes estimées choquantes et blasphématoires envers l'Église catholique.
Durant la journée, seule une version courte de deux minutes est diffusée.
Refusant de modifier son clip, Mylène Farmer sort alors la version intégrale en kiosque, accompagnée d'un livret comprenant une partie du scénario.
En quelques jours, la vidéo se vend à plus de 70 000 exemplaires. La chanteuse reversera tous les bénéfices au Sidaction.
- « Ce clip est une véritable séance d'exorcisme, comme peut l'être le scénario d'un cauchemar comportant des scènes inavouables. » (Voici)[12]
- « Une vidéo mêlant sensualité, violence et satanisme. » (Fan 2)[10]
- « Un clip chargé d'images fortes et de symboles audacieux. » (7 Extra)[13]
- « Le clip est ouvertement provocant, mêlant habilement sexe et religion avec un esthétisme irréprochable. »[8]
- « S'éloignant d'Egon Schiele, Hanss réalise ici un clip de toute beauté. »[2]
- « La stylisation l'emporte sur le prétendu choquant. Et même si les ligues catholiques n'y verront que délire anti-christique et bain de sang, ce clip est une merveille, avec une Mylène Farmer toujours aussi cinégénique et une image chargée de symboles. » (Le Petit Bleu d'Agen)[7]

## Promotion
Mylène Farmer interprète Je te rends ton amour pour la première fois à la télévision le 19 juin 1999 dans La Fureur du Parc sur TF1, portant la même robe que dans le clip.
En direct du Parc des Princes, elle ouvre l'émission en s'élevant sur une plateforme cachée sous la scène.
Elle chantera le titre une autre fois dans l'émission 50 ans de tubes, enregistrant sa prestation dans les mêmes conditions qu'un clip, dans un décor naturel en Provence où sont exposées des œuvres du sculpteur César.

## Classements hebdomadaires
Dès sa sortie, le titre atteint la 10e place du Top Singles, dans lequel il reste classé durant 20 semaines (dont 12 semaines dans le Top 50).
Il permet également à l'album Innamoramento de se maintenir dans les dix meilleures ventes durant l'été 1999, atteignant de nouveau la 3e place.
| Classement (1999)   | Meilleure position |
| ------------------- | ------------------ |
| Belgique - Wallonie | 18                 |
| France (Ventes)     | 10                 |
| France (Radios)     | 18                 |
| Europe              | 43                 |

## Liste des supports
| 1. | Je te rends ton amour | Mylène Farmer | Laurent Boutonnat | 5:05 |
| 2. | Effets secondaires    | Mylène Farmer | Laurent Boutonnat | 3:50 |

| 1. | Je te rends ton amour                                     | 5:05 |
| 2. | Je te rends ton amour (Redemption - Perky Park Club Mix)  | 6:35 |
| 3. | Je te rends ton amour (Illumination - Perky Park Dub Mix) | 6:32 |
| 4. | Effets secondaires                                        | 3:50 |

| A.  | Je te rends ton amour (Redemption - Perky Park Club Mix)  | 6:35 |
| B1. | Je te rends ton amour                                     | 5:05 |
| B2. | Je te rends ton amour (Illumination - Perky Park Dub Mix) | 6:32 |

## Crédits
- Paroles : Mylène Farmer
- Musique, arrangements et production : Laurent Boutonnat
- Mixage : Bertrand Châtenet
- Claviers et programmations : Laurent Boutonnat
- Guitares : Jeff Dahlgren
- Batteries : Abraham Laboriel Junior, Matthieu Rabaté et Denny Fongheiser
- Basses : Abraham Laboriel, Jerry Watts et Billy Sheehan[22]

## Interprétations en concert
Après avoir interprété Je te rends ton amour au Parc des Princes pour une émission télévisée, Mylène Farmer interprète le titre lors de son Mylénium Tour en 1999, sur une plateforme surélevée.
Absent du spectacle Avant que l'ombre… À Bercy en 2006, le titre est de nouveau interprété lors de la Tournée des Zéniths du Tour 2009 (lors de la Tournée des Stades, il sera remplacé par L'instant X, sauf en Russie où il sera remplacé par Je t'aime mélancolie).
La chanson ne fait pas partie de la tournée Timeless 2013, mais fait son retour lors de la résidence de la chanteuse à Paris La Défense Arena en 2019, où elle l'interprète sur un immense Trône.

## Albums et vidéos incluant le titre

### Albums de Mylène Farmer
| Année | Album          | Version                                     | Durée | Certifications de l'album   |
| 1999  | Innamoramento, | Version Album Instrumental (réédition 2021) | 5:05  | Diamant · Platine · Platine |
| 2000  | Mylénium Tour  | Live 1999                                   | 5:15  | 2 × Platine · Or            |
| 2001  | Les mots       | Version Album                               | 5:05  | Diamant · 2 × Platine · Or  |
| 2009  | No 5 on Tour   | Live 2009                                   | 5:28  | 2 × Platine · Or            |
| 2019  | Live 2019      | Live 2019                                   | 5:29  | Platine                     |
| 2020  | Histoires de   | Version Album                               | 5:05  | Platine                     |

### Vidéos de Mylène Farmer
| Année | Vidéo                             | Version    | Durée | Certifications de la vidéo         |
| 1999  | Je te rends ton amour             | Vidéo-clip | 5:05  | -                                  |
| 2000  | Music Videos III (VHS)            | Vidéo-clip | 5:05  | -                                  |
| 2000  | Mylénium Tour                     | Live 1999  | 5:15  | Diamant (VHS) · Diamant (DVD) · Or |
| 2001  | Music Videos II & III (DVD)       | Vidéo-clip | 5:05  | Diamant                            |
| 2019  | Live 2019                         | Live 2019  | 5:29  | Diamant                            |
| 2021  | Les clips - L'intégrale 1999-2020 | Vidéo-clip | 5:05  | -                                  |

## Reprises
Je te rends ton amour a été repris notamment par le chanteur russe Evgeny Novikov en 2015, mais aussi par Kay, une candidate de l'émission The Voice en 2021.

## Effets secondaires
Le CD Single et le Maxi CD de Je te rends ton amour contiennent un titre inédit, Effets secondaires.
Sur une musique de Laurent Boutonnat, Mylène Farmer signe un texte relatant une insomnie.
Tout au long du morceau, elle compte les heures et semble lire la notice d'un médicament pour le sommeil qui la prévient de ses effets secondaires.
Les paroles ont été inspirées par une série de films d'horreur de Wes Craven, Les Griffes de la nuit, et mentionnent d'ailleurs Krueger, personnage de cette série.
Seuls les refrains sont chantés, les couplets étant parlés d'une voix grave. La chanson se termine par l'alarme d'un réveil.
Cette chanson figure sur le Best of Les mots, paru en 2001.